# NGC 4389
NGC 4389 (другие обозначения — UGC 7514, MCG 8-23-28, ZWG 244.14, PGC 40537) — галактика в созвездии Гончих Псов.
По-видимому, кривая вращения галактики не отражает реальное распределение гравитационного потенциала в ней. В галактике наблюдается мощный бар, в котором происходит основное звездообразование, хотя некоторые области, излучающие в линии H-альфа, наблюдаются и в диске. Распределение звёзд имеет обрыв на расстоянии 45 секунд дуги от центра галактики и на больших расстояниях убывает быстрее, чем внутри этого радиуса.
Этот объект входит в число перечисленных в оригинальной редакции «Нового общего каталога».
Галактика NGC 4389 входит в состав группы галактик NGC 4051. Помимо NGC 4389 в группу также входят ещё 19 галактик.